# ケリー・オケレケ
ケリー・オケレケ（Kele Okereke、本名: ローランド・ケレチュクウ・オケレケ、1981年10月13日 - ）は、イギリスのミュージシャン、シンガーソングライターである。イングランド・リバプール出身。同国のロックバンド、ブロック・パーティーのフロントマン（主にボーカル及びリズム・ギター担当）であり、現在はケリー（Kele）名義でソロ・ミュージシャンとしても活動している。

## 来歴

### 生い立ち
イグボ・ナイジェリア移民系の家庭に生まれる。父親は分子生物学者、母親は助産師で、姉と共に転居先のロンドンで成長した。
1998年のある日、ケリーの通う高校に、後にブロック・パーティーのギタリストとなるラッセル・リサックが転校生としてやって来る。2人はすぐに友人になったが、この頃は単なる学友としての付き合いであったという。
一年後、ロンドン大学のキングス・カレッジ・ロンドンに進学したケリーは、観客として訪れていたレディング・フェスティバルの会場にてラッセルと偶然再会し、音楽的にも意気投合した2人はバンド結成を決意する。2003年までに、ゴードン・モークス、マット・トンを加え、4人編成のバンド、ブロック・パーティーとして活動を開始する。なお、デビュー・アルバム『サイレント・アラーム』の発売まで、ケリーは両親にバンド活動のことを秘密にしていたようで、アルバムが大ヒットしバンドが有名な存在となった以後も、卒業まで大学で英文学の勉強を続けていた。

### ブロック・パーティー
2005年、ケミカル・ブラザーズの『プッシュ・ザ・ボタン』において、3曲目「believe」でゲストのひとりとしてボーカル参加していた。

### ソロ・デビュー
2010年6月には、ハドソン・モホークをプロデューサーに迎えたファースト・ソロ・アルバムを発表。

## 人物

### 性格
多くのロック・ソングライターがそうであるように、ケリーも多分に皮肉屋でニヒリスト的な言動が多い。英国のいわゆる一流大学で文学を専攻していたこともあり、語彙や表現力の幅が広い。暗喩を多用した婉曲な物言いをしたり、シニカルな冗談を差し挟んで会話の核心を煙に巻いたかと思えば、直情的ながらも冷徹なコメントを発したりと、どこか「掴めない」性格をしている。本音とジョークが交錯する彼のインタビューは非常に機知に富んでおり、本国ではインタビュアーを大いに手こずらせる。一方で、日本を含めた外国メディアに対しては誠実な受け答えが顕著で、ケリー自身の、英国プレスへの不信感もそのシニカル・トークの根底の一部にあるといわれる。

### セクシャリティ
モリッシーと同様に、ケリーは自分を、両性愛者であるデヴィッド・ボウイと比較した発言をしている。さらに、セカンド・アルバムからのシングルにして半自叙伝的なテーマを持った「アイ・スティル・リメンバー」の曲中では、もはや自らのセクシャリティに関して口を固く閉じたままである必要を感じないこと（つまり、バイセクシャルであること）を明らかにしたといわれている。
しかしながら、彼はセクシャリティについて議論するつもりもその必要も感じていないようで、両性愛あるいは両性愛者についての直接的な意見やコメントはしてはいない。

## 音楽性
ヒップホップやビッグ・ビートなども好み、最近では「ギター・ロックはある程度アイディアが出尽くした感がある」とコメントしており、とりわけエレクトロニック・ミュージックへの傾倒を強めている。ブロック・パーティーのセカンド・アルバム以降、急速に比重を増してきたダンス色の強い楽曲はケリーの主導によるところが大きい。
最も日本で敬愛するニュー・ウェイヴ・バンドは、POLYSICSとのこと。

## ディスコグラフィ

### ソロ・アルバム
- 『ザ・ボクサー』 - The Boxer (2010年、Wichita)
- Trick (2014年、Lilac)
- 『ファザーランド』 - Fatherland (2017年、BMG)
- 『2042』 - 2042 (2019年、Kola)
- The Waves Pt. 1 (2021年、Kola)
- The Flames Pt. 2 (2023年、Kola)
- The Singing Winds Pt. 3 (2025年、Kola)